# Dachalti
Dachalti (en azéri : Daşaltı) est un village situé dans le raion de Choucha en Azerbaïdjan. Appelé Karin Tak (en arménien : Քարին տակ), il formait jusqu'en 2020, une communauté rurale de la région de Chouchi dans le Haut-Karabagh.

## Géographie
Le village est établi sur un terrain escarpé, surmonté de falaises verticales abruptes, sur la rive gauche de la rivière Karinak, à environ 2 km au sud du centre de Choucha.

## Histoire
Entre 1923 et 1991, le village fait partie de l'oblast autonome du Haut-Karabagh au sein de la république socialiste soviétique d'Azerbaïdjan. Après la guerre du Haut-Karabagh, il est intégré dans la république autoproclamée du Haut-Karabagh.
En 2015, un centre communautaire, financé par la branche argentine d'Hayastan All-Armenian Fund et un don de la famille Devedjian, est construit au centre du village. Il regroupe le bureau du maire, un centre de santé, une salle commune et une bibliothèque.
Le 9 novembre 2020, au cours de la deuxième guerre du Haut-Karabagh, la localité passe sous le contrôle de l'Azerbaïdjan, en même temps que la ville de Chouchi toute proche.
Décidée en 2021, la construction d'une mosquée est réalisée à partir de 2023.
À la suite de la visite du président de l'Azerbaïdjan Ilham Aliyev à Dachalti le 21 juillet 2023, les autorités jettent les bases d'un nouveau complexe résidentiel et d'installations touristiques qui y seront construites grâce à des investissements privés. Les travaux à venir couvrent une superficie d'environ 65 hectares, où 220 familles devraient être réinstallées pour une population totale de 1 100 habitants à terme.

### Destruction du village
Le 5 avril 2024, Google Earth met à jour des images satellite de la région de Choucha. L'équipe de Monument Watch révèle que les autorités azerbaïdjanaises ont fait raser le village, y compris ses anciens quartiers, ses sources, ses infrastructures civiles et son environnement naturel,,,.

## Démographie
La population s'élevait à 570 habitants en 2005.